# Dúbrava (Levoča)
Dúbrava (deutsch  Dubrawetz, ungarisch Szepestölgyes – bis 1907 Dubrava) ist eine Gemeinde im Osten der Slowakei mit 332 Einwohnern (Stand 31. Dezember 2024) und gehört zum Okres Levoča, einem Kreis des Prešovský kraj, sowie zur traditionellen Landschaft Zips.

## Geografie
Die Gemeinde befindet sich im Talkessel Hornádska kotlina am Westhang des Braniskogebirges. Mehr als Hälfte des Gemeindegebiets erstreckt sich im bewaldeten Gebirge. Das Ortszentrum liegt auf einer Höhe von 468 m n.m. und ist 10,5 Kilometer von Spišské Podhradie sowie 25 Kilometer von Levoča entfernt.
Nachbargemeinden sind Harakovce im Norden, Široké im Nordosten, Víťaz im Osten, kurz Vojkovce im Südosten, Slatvina im Süden, Oľšavka im Südwesten und Žehra im Westen.

## Geschichte
Dúbrava wurde zum ersten Mal 1293 als Dubra schriftlich erwähnt und leitet seinen Namen von der slowakischen Bezeichnung für einen Eichenhain ab. Das Dorf war jahrhundertelang Teil des Herrschaftsgebiets der Zipser Burg. 1605 gab es in Dúbrava fünf Häuser, Ende des 18. Jahrhunderts befand sich eine Glashütte im Ort. 1828 zählte man 56 Häuser und 422 Einwohner.
Bis 1918 gehörte der im Komitat Zips liegende Ort zum Königreich Ungarn und kam danach zur Tschechoslowakei beziehungsweise heute Slowakei.

## Bevölkerung
| Jahr                | 1994 | 2004    | 2014     | 2024    |
| ------------------- | ---- | ------- | -------- | ------- |
| Anzahl der Personen | 337  | 368     | 330      | 332     |
| Unterschied         |      | +9,19 % | −10,32 % | +0,60 % |

| Jahr                | 2023 | 2024    |
| ------------------- | ---- | ------- |
| Anzahl der Personen | 330  | 332     |
| Unterschied         |      | +0,60 % |

Gemäß der Volkszählung 2011 wohnten in Dúbrava 346 Einwohner, davon 341 Slowaken. Fünf Einwohner machten keine Angabe zur Ethnie.
332 Einwohner bekannten sich zur römisch-katholischen Kirche. Vier Einwohner waren konfessionslos und bei 10 Einwohnern wurde die Konfession nicht ermittelt.

## Bauwerke
- römisch-katholische Johannes-der-Täufer-Kirche aus dem Jahr 1654; 1838 fiel der Turm und der obere Teil einem Brand zum Opfer, 1926 wurde der Turm wieder aufgebaut. Die Kirche erhielt ihr heutiges Aussehen im Jahr 1968.